# Joshua Bassett
Joshua Taylor Bassett, född 22 december 2000 i Oceanside, Kalifornien, är en amerikansk skådespelare och sångare. Han är mest känd för sin roll som Ricky Bowen i High School Musical: The Musical: The Series.

## Filmografi (i urval)
- 2017 – Lethal Weapon (TV-serie)
- 2018 – Game Shakers (TV-serie)
- 2018 – Dirty John (TV-serie)
- 2018 – Harley i mitten (TV-serie)
- 2019 – Grey's Anatomy (TV-serie)
- 2019–2021 – High School Musical: The Musical: The Series (TV-serie)
- 2022 – Natt på museet: Kahmunrahs återkomst (röstroll)
- 2025 – M3GAN 2.0